# Lory Meagher Cup
La Lory Meagher Cup è la quarta serie per importanza del campionato All-Ireland irlandese di hurling. Il torneo è organizzato dal 2009 dalla Gaelic Athletic Association, si disputa nei mesi estivi, con finale a giugno a Croke Park. La squadra campione in carica è Tyrone GAA, la quale ha battuto in finale Fermanagh per 2-24 - 3-20, venendo così promossa alla Nicky Rackard. La vincente del torneo è appunto promossa alla Nicky Rackard Cup.

## Albo d'oro
| Anno         | Data    | Vincitore | Punteggio | Finalista | Punteggio | Stadio              |
| ------------ | ------- | --------- | --------- | --------- | --------- | ------------------- |
| 2009 Details | July 11 | Tyrone    | 5-11 (26) | Donegal   | 3-16 (25) | Croke Park, Dublino |
| 2010 Details | July 3  | Longford  | 1-20 (23) | Donegal   | 1-12 (15) | Croke Park, Dublino |
| 2011 Details | June 4  | Donegal   | 2-12 (18) | Tyrone    | 0-17 (17) | Croke Park, Dublino |
| 2012 Details | June 9  | Tyrone    | 2-24 (30) | Fermanagh | 3-20 (29) | Croke Park, Dublino |